# اسوانویل (مینه‌سوتا)
اسوانویل، مینه‌سوتا (به انگلیسی: Swanville, Minnesota) یک شهر در ایالات متحده آمریکا است که در مینه‌سوتا واقع شده‌است.

## خصوصیات
اسوانویل ۱٫۳۵ کیلومترمربع مساحت و ۳۵۰ نفر جمعیت دارد و ۳۶۰ متر بالاتر از سطح دریا واقع شده‌است.